# Superfinalen
Supercupa Norvegiei sau Superfinalen, a fost competiția fotbalistică de supercupă disputată în Norvegia între campioana din Tippeligaen și câștigătoarea Cupei Norvegiei. Competiția a fost înființată în anul 2009, desființându-se peste un an, după ediția din 2010.

## Edițiile

### 2009
Detaliile meciului
| Stabæk                                  | 3 – 1  | Vålerenga      |
| --------------------------------------- | ------ | -------------- |
| Nannskog 19' Kobayashi 38' Pálmason 56' | Report | Abdellaoue 48' |

### 2010
Detaliile meciului
| Aalesund   | 1 – 3  | Rosenborg                         |
| ---------- | ------ | --------------------------------- |
| Larsen 59' | Report | Stadsgaard 7' Prica 26' Olsen 49' |

## Performanță după club

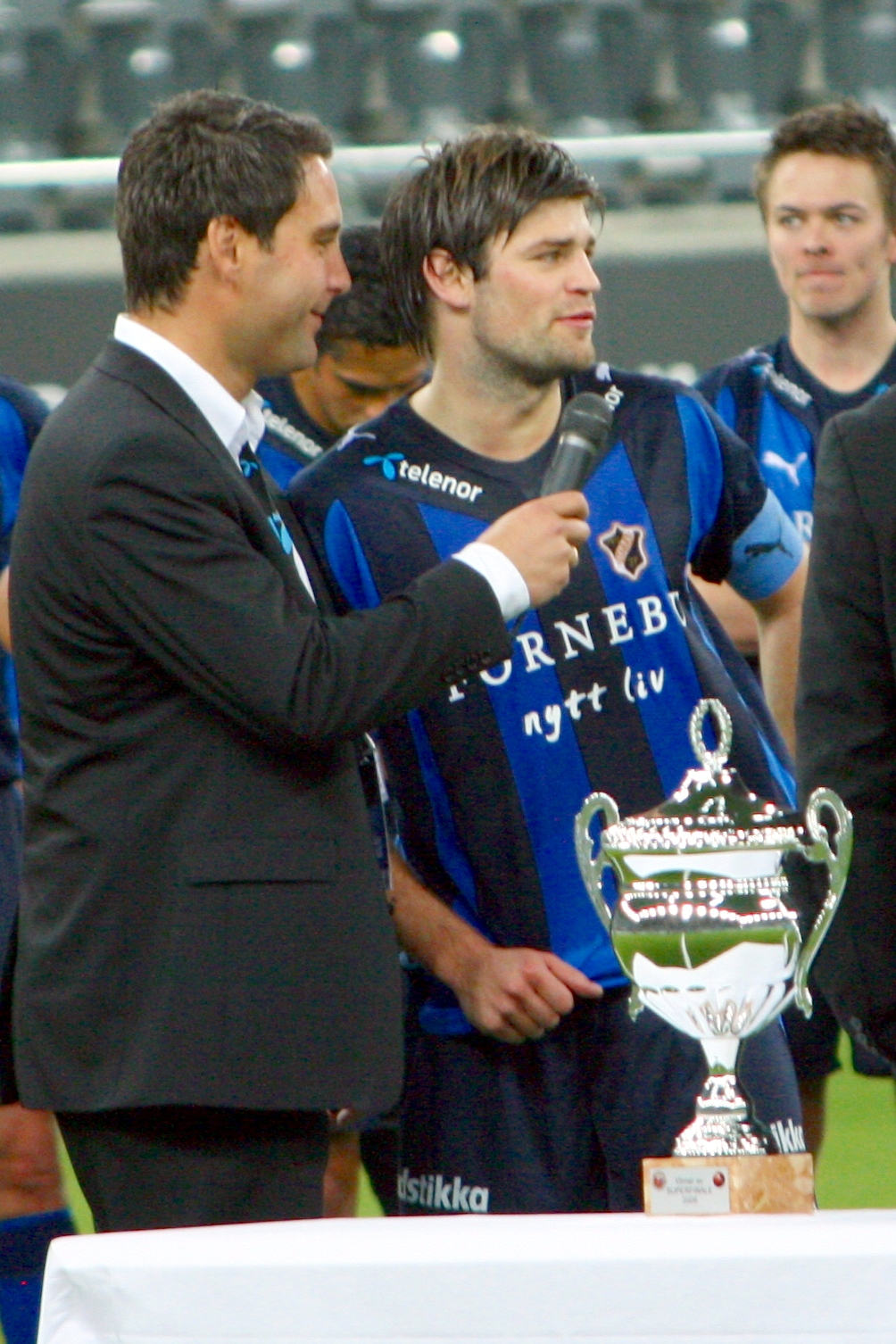
Căpitanul lui Stabæk, Morten Skjønsberg primind trofeul

| Club      | Trofee | Finale pierdute | Anii câștigători | Anii pierdanți |
| --------- | ------ | --------------- | ---------------- | -------------- |
| Stabæk    | 1      | –               | 2009             | –              |
| Rosenborg | 1      | –               | 2010             | –              |
| Aalesund  | –      | 1               | –                | 2010           |
| Vålerenga | –      | 1               | –                | 2009           |

## Trofee după oraș
| Oraș      | Trofee | Cluburi       |
| --------- | ------ | ------------- |
| Bærum     | 1      | Stabæk (1)    |
| Trondheim | 1      | Rosenborg (1) |